# 库西
库西（法語：Coucy，法語發音：[kusi]）是法国大東部大區阿登省的一个市镇，属于勒泰勒区。

## 地理
库西（49°30'22"N, 4°27'29"E）面积6.39 平方千米，位于法国大東部大區阿登省，该省份为法国北部内陆省份，西接埃纳省，南至马恩省，东临默兹省，北与比利时接壤。
与库西接壤的市镇（或旧市镇、城区）包括：阿马涅、昂布利-弗勒里、杜村、吕基、诺维-舍夫里耶尔、瑟伊、蒂尼-特吕尼。

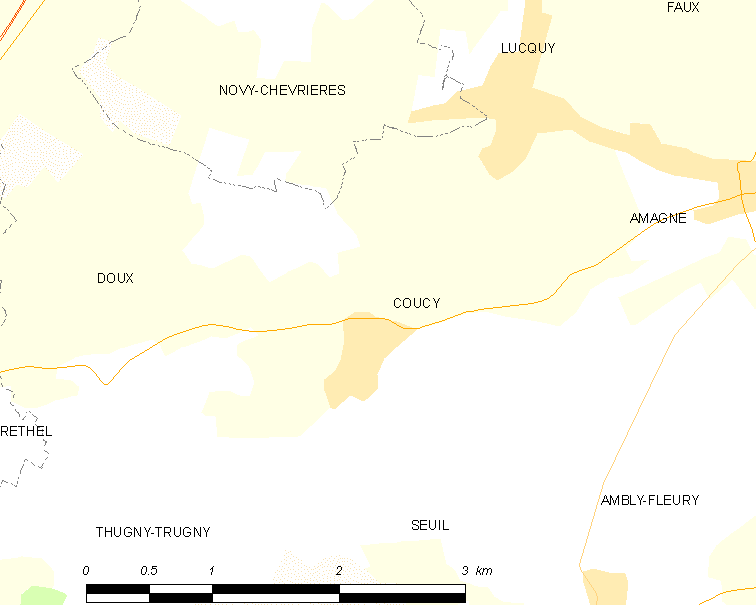
库西的OSM定位图

库西的时区为UTC+01:00、UTC+02:00（夏令时）。

## 行政
库西的邮政编码为08300，INSEE市镇编码为08133。

## 政治
库西所属的省级选区为勒泰勒县。

## 人口

1962-2008年间库西人口变化图示

库西于2022年1月1日时的人口数量为530人。